# 100 Rifles
100 Rifles is een Amerikaanse westernfilm uit 1969, onder regie van Tom Gries. Jim Brown, Raquel Welch en Burt Reynolds spelen de hoofdrollen. De film is gebaseerd op de roman The Californio van Robert MacLeod uit 1966.

## Verhaal
Het verhaal speelt zich af in Mexico in 1912. Lyedecker is een sheriff uit Arizona die de grens oversteekt naar Mexico op zoek naar Yaqui Joe Herrera, een half-Indiaanse bankovervaller die $6.000 heeft gestolen in Arizona. Yaqui Joe wil het geld gebruiken om geweren te kopen voor zijn onderdrukte Yaqui-volk in Mexico. Zijn volk staat op het punt te worden uitgeroeid door een tirannieke generaal en hij heeft dringend behoefte aan wapens. Tegen zijn wil wordt Lyedecker bij de Indiaanse strijd betrokken. Hij voelt zich ook aangetrokken tot Sarita, een Indiaanse revolutionair. Uiteindelijk wordt Lyedecker een bondgenoot van de Indianen en leidt hij hen in de strijd tegen de wrede Mexicaanse generaal. 

## Rolverdeling
- Jim Brown - Lyedecker
- Raquel Welch - Sarita
- Burt Reynolds - Yaqui Joe
- Fernando Lamas - Verdugo
- Dan O'Herlihy - Grimes
- Eric Braeden (als Hans Gudegast) - Von Klemme
- Michael Forest - Humara
- Aldo Sambrell - Sgt. Paletes
- Soledad Miranda - Girl in Hotel
- Alberto Dalbés - Padre Francisco
- Charly Bravo (Carlos Bravo) - Lopez
- José Manuel Martín - Sarita's Father